# Baalbek
Baalbek (arabsko بَعْلَبَكّ, latinizirano: Baʿlabakk) je mesto na severu libanonske doline Beka, vzhodno od reke Litani, približno 67 km severovzhodno iz Bejruta. Leži na nadmorski višini 1170 m. Je glavno mesto guvernata Baalbek-Hermel. V grških in rimskih časih je bil Baalbek znan tudi kot Heliopolis (starogrško Ἡλιούπολις, dob. 'mesto sonca'). Leta 1998 je imel Baalbek 82.608 prebivalcev, večinoma šiitskih muslimanov, sledili so jim sunitski muslimani in libanonski arabski kristjani.
Je dom kompleksa templjev Baalbek, ki vključuje dva največja in najveličastnejša rimska templja: Bakhov tempelj in Jupitrov tempelj. Leta 1984 je bil vpisan na Unescov seznam svetovne dediščine.

## Ime
Nekaj milj od močvirja, iz katerega tečeta reki Litani (klasični Leontes) in Asi (zgornji Oront), je Baalbek morda enak manbaa al-nahrayn (Izvir dveh rek), bivališče boga El v ugaritskem Baalovem ciklu, odkritem v 1920-ih, in ločenem zaklinjanju kače.
Baalbek se je med Rimskim cesarstvom imenoval Heliopolis, latinizacija grškega Hēlioúpolisa  (Ἡλιούπολις), uporabljenega v helenističnem obdobju, kar pomeni "Sončno mesto" glede na tamkajšnji solarni kult. Ime je potrjeno pod Selevkidi in Ptolemajci. Vendar Ammian Marcellin ugotavlja, da so se prejšnja "asirska" imena levantinskih mest še naprej uporabljala poleg uradnih grških, ki so jih vsilili diadohi, ki so bili nasledniki Aleksandra Velikega. V grški veri je bil Helios hkrati sonce na nebu in njegova poosebitev boga. Lokalni semitski bog Baal Haddu je bil pogosteje enačen z Zevsom ali Jupitrom ali preprosto imenovan »Veliki bog Heliopolisa«, vendar se ime morda nanaša na povezavo Egipčanov med Baalom in njihovim velikim bogom Ra. Včasih so ga opisovali kot Heliopolis v Siriji ali Celesiriji (latinsko Heliopolis Syriaca ali Syriae), da bi ga razlikovali od njegovega soimenjaka v Egiptu. V katolicizmu se njegov naslovni sedež razlikuje kot Heliopolis v Feniciji, od njegove nekdanje rimske province Fenicije. Pomen solarnega kulta je tudi izpričan v imenu Biḳāʿ al-ʿAzīz, ki ga nosi planota, ki obkroža Baalbek, saj se nanaša na prejšnje sončno božanstvo in ne na poznejše moške, po imenu Aziz. V grški in rimski antiki je bil znan kot Heliopolis. Še vedno ima nekaj najbolje ohranjenih rimskih ruševin v Libanonu, vključno z enim največjih templjev cesarstva. Bogovi, ki so jih tam častili (Jupiter, Venera in Bakh), so bili ekvivalenti kanaanskih božanstev Hadad, Atargatis. Lokalni vplivi so vidni v načrtovanju in postavitvi templjev, saj se razlikujejo od klasične rimske zasnove.
Ime bʿlbk je prvič potrjeno v Mišni, rabinskem besedilu iz 2. stoletja, kot geografski epitet za vrsto česna, shum ba'albeki (שום בעלבכי). Dva sirska rokopisa iz zgodnjega 5. stoletja, c. 411 prevod Evzebijeve Teofanije in c. 435 življenje Rabbule, škofa v Edesi. V klasični arabščini se je izgovarjal kot Baʿlabakk (arabsko بَعْلَبَكّ). V sodobni standardni arabščini so samoglasniki označeni kot Baʿlabak (بَعْلَبَك) ali Baʿlabekk. To je Bʿalbik (بْعَلْبِك, is [ˈbʕalbik]) v libanonski arabščini.
O etimologiji Baalbeka se neodločno razpravlja od 18. stoletja. Cook je razumel, da pomeni Baʿal (Gospodar) Beke, Donne pa kot mesto sonca. Lendering trdi, da gre verjetno za skrajšanje besede Baʿal Nebeq (Gospodar izvira reke Litani). Steiner predlaga semitsko priredbo Gospoda Bakha iz klasičnega tempeljskega kompleksa.
Na podlagi njegovega podobnega imena je več svetopisemskih arheologov iz 19. stoletja poskušalo Baalbek povezati z Baalgadom, omenjenim v Jozuetovi knjigi Hebrejskih spisov (Joz 11,17), Baalatom, navedenim med Salomonovimi mesti v Prvi knjigi kraljev (1 Kr 9,17–18). Baal-hamon, kjer je imel vinograd (Vp 8,11) in Avenska ravnina v Amosu (Am 1,5).

## Zgodovina

### Prazgodovina
Vrh hriba Tell Baalbek, del doline vzhodno od severne doline Beka (latinsko Coelesyria), kaže znake skoraj neprekinjenega bivanja v zadnjih 8–9000 letih. Bilo je dobro zalivano tako iz potoka, ki teče od izvira Rās-el-ʿAin JV od citadele, kot spomladi iz številnih virov, ki jih je oblikovala talilna voda iz Antilibanona. Makrobij je pozneje ustanovitev mesta pripisal koloniji egipčanskih ali asirskih duhovnikov. Verski, komercialni in strateški pomen naselbine pa je bil dovolj majhen, da ni nikoli omenjena v nobenem znanem asirskem ali egipčanskem zapisu, razen pod drugim imenom. Zaradi njegove zavidljive lege v rodovitni dolini, velikem razvodju in ob poti od Tira do Palmire je že od zgodnjega obdobja postalo bogato in čudovito mesto. V kanaanskem obdobju so bili lokalni templji v veliki meri posvečeni heliopolitski triadi: moškemu bogu (Baal), njegovi ženi (Astarta) in njunemu sinu (Adon). Mesto sedanjega Jupitrovega templja je bilo verjetno središče prejšnjega čaščenja, saj je bil njegov oltar na natančnem vrhu hriba, preostali del svetišča pa je bil dvignjen do njegove ravni.
V islamski mitologiji naj bi bil tempeljski kompleks Salomonova palača, ki so jo sestavili djinn in dali kot poročno darilo kraljici iz Sabe; njegov dejanski rimski izvor je ostal prikrit s srednjeveškimi utrdbami citadele vse do obiska poljskega princa Radziwiłła v 16. stoletju.

### Antika
Po osvojitvi Perzije s strani Aleksandra Velikega v 330. pr. n. št. je Baalbek (pod svojim grškim imenom Heliopolis) postal del diadoških kraljestev Egipta in Sirije.
Ker je Baal ustrezal grškemu bogu Sonca Heliju, so kraj preimenovali v Heliopolis ('Mesto Sonca'). Leta 64 pr. n. št. ga je Pompej priključil Rimskemu cesarstvu. Leta 15 pr. n. št. je Avgust zaradi streteške lege med Palmiro in sredozemsko obalo ustanovil rimsko kolonijo, jo po svoji hčeri Juliji poimenoval Colonia Julia Augusta Heliopolis in v njej nastanil garnizijo. Od leta 15 pred našim štetjem do leta 193 našega štetja je bil del ozemlja Berytus. Omenjen je pri Jožefu, ]]Plinij Starejši|Pliniju]], Strabonu  in Ptolemaju ter na kovancih skoraj vseh cesarjev od Nerve do Galiena. Plinij iz 1. stoletja ga ni uvrstil med Dekapolis, »Deset mest« Kolesirije, medtem ko ga je Ptolemaj iz 2. stoletja uvrstil.
Že leta 60 pr. n. št., torej kmalu po Pompejevi priključitvi, se je pričela gradnja Jupitrovega templja in trajala vse do leta 60 v času vladavine Nerona. Antonij Pij je pričel z gradnjo kompleksa velikega dvorišča, Bakhovega in Venerinega templja. Septimij Sever in njegov sin Karakala sta pričela graditi še šesterokotno dvorišče (nekateri viri jo sicer pripisujejo Filipu Arabcu) in propileje. Ocenjuje se, da je bilo pri skozi več stoletij sodelovalo skupaj okoli 100.000 sužnjev ter kiparji in kamnoseki iz celotnega cesarstva. Približno 90 % vsega materiala predstavljajo apnenčasti kamni iz okoliških kamnolomov, le granitni stebri so bili iz Egipta prepeljani do Tripolija in nato prikotaljeni po kopnem mimo današnjega Homsa do Baalbeka.
Kaj je Rimljane pripravilo h gradnji tako obsežnega kompleksa templjev, ni povsem pojasnjeno. Verjetno so hoteli podjarmljenim bližnjevzhodnim ljudstvom demonstrirati rimsko premoč, po drugi strani pa so lahko nastali kot odgovor na širjenje krščanstva.
Z nastopom Konstantina Velikega se je gradnja templjev zaustavila. Teodozij I. je ukazal uničiti oltarje na velikem dvorišču in tam sezidal baziliko. Kljub temu je mesto ostalo zvesto poganstvu vse do časov Justinijana I., ki je ukazal spreobrnitev prebivalstva, da pa bi preprečil nadaljnje skrivno čaščenje poganskih božanstev, je dal več stebrov Jupitrovega templja prepeljati v Konstantinopel, kjer so jih uporabili pri gradnji cerkve Hagija Sofija.

### Srednji vek
Leta 634 so mesto zasedli Arabci, mu povrnili prvotno ime in svetišče spremenili v citadelo. Leta 1075 so ga dokončno izgubili Fatimidi, ko ga je osvojil Tutuš I., seldžuški emir Damaska. V njem so se nato večkrat izmenjevali Mongoli, Seldžuki, več arabskih dinastij, neuspešno so ga napadli križarji. Močni potresi so ga stresli v letih 1158, 1203, 1664 in 1759. Tisti iz leta 1170 je uničil obzidje Baalbeka in, čeprav ga je Nur ad-Din popravil, ga je njegov mladi dedič Ismaʿil s 4-mesečnim obleganjem leta 1174 prisilil, da ga je predal Saladinu.
Mongolski general Kitbuqa je leta 1260 zavzel Baalbek in razgradil njegove utrdbe. Kasneje istega leta pa je Kutuz, egiptovski sultan, premagal Mongole in postavil Baalbek pod oblast njihovega emirja v Damasku. Večina še vedno obstoječe lepe arhitekture mošej in trdnjav v mestu izvira iz obdobja vladavine sultana Qalawuna v 1280. Ponovno oživljeno naselje je ponovno uničila poplava 10. maja 1318, ko je voda z vzhoda in severovzhoda naredila 30 m široke luknje v 4 m debelih stenah. Ubitih je bilo 194 ljudi, uničenih pa je bilo 1500 hiš, 131 trgovin, 44 sadovnjakov, 17 pečic, 11 mlinov in 4 akvadukti, skupaj z mestno mošejo in 13 drugimi verskimi in izobraževalnimi objekti. Leta 1400 je Timur oropal mesto, nadaljnje uničenje pa je povzročil potres leta 1459.

### Sodobnost
Leta 1516 je Baalbek skupaj s preostalim delom Sirije osvojil osmanski sultan Selim Grim. Kot priznanje za njihov ugled med šiiti v dolini Beka so Osmani podelili sandžak Homsa in lokalne koncesije za iltizam družini Harfush iz Baalbeka. Tako kot Hamadi so bili tudi harfuški emirji več kot enkrat vključeni v izbor cerkvenih uradnikov in vodenje lokalnih samostanov. Tradicija pravi, da so mnogi kristjani v osemnajstem stoletju zapustili regijo Baalbek in se odpravili v novejše, varnejše mesto Zahlé zaradi zatiranja in grabežljivosti Harfušev.
Od 16. stoletja so evropski turisti začeli obiskovati ogromne in slikovite ruševine. Donne je hiperboliziral: »Nobena antična ruševina ni pritegnila več pozornosti kot ruševina Heliopolisa ali pogosteje ali natančneje izmerjena in opisana«. Ker so Bakhov tempelj napačno razumeli kot tempelj sonca, so ga imeli za najbolje ohranjen rimski tempelj na svetu.
Leta 1751 sta ga obiskala angleška arhitekta Robert Wood in James Dawkins in ga s tem ponovno 'odkrila'. Ruševine Balbeca iz leta 1757 Angleža Roberta Wooda so vključevale skrbno izmerjene gravure, ki so vplivale na britanske in kontinentalne neoklasicistične arhitekte. Leta 1898 ga je med bližnjevzhodno turnejo obiskal tudi nemški cesar Viljem II. in dosegel, da so nemški arheologi dobili dovoljenje za izkopavanja. Med obema svetovnima vojnama, so jih nasledili Francozi, po libanonski neodvisnosti pa domači arheologi, ki so do danes z arheoloških najdišč odstranili večino kasnejših hiš in templje v čim večji meri ohranili v slogu iz časa Rimljanov.
Med libanonsko državljansko vojno, natančneje: v začetku 80. let, so se v Baalbeku nastanili iranski častniki in pričeli novačiti šiitsko prebivalstvo. Mesto je tako postalo pomembno oporišče več šiitskih radikalnih gibanj, npr. Islamski džihad, Amal in Hezbolah. Zelo verjetno so ravno iz tamkajšnjih vadbišč izšli napadalci več terorističnih akcij v Bejrutu, ravno tako je tam bila zaprta večina zahodnih talcev. Šele ob koncu 20. stoletja so se lahko v to sicer dokaj konservativno mesto pričeli vračati prvi tuji turisti.

## Arheološko najdišče
Tempeljski kompleks Tell Baalbek, utrjen kot mestna citadela v srednjem veku, je bil zgrajen iz lokalnega kamna, večinoma belega granita in grobega belega marmorja. Skozi leta je trpel zaradi številnih potresov v regiji, ikonoklazma krščanskih in muslimanskih gospodov in ponovne uporabe kamna iz templjev za utrdbe in druge gradnje. Bližnji Qubbat Duris, muslimansko svetišče iz 13. stoletja na stari cesti v Damask, je zgrajen iz granitnih stebrov, očitno odstranjenih iz Baalbeka. Nadalje so bili spojeni stebri nekoč povezani z železom; mnogi so bili odprti ali porušeni s strani emirjev Damaska, da bi se dokopali do kovine. Vse do 16. stoletja je imel Jupitrov tempelj še 27 stoječih stebrov od prvotnih 58; pred potresi leta 1759 jih je bilo le devet in šest danes.
Kompleks je na ogromnem dvignjenem trgu, postavljenem 5 m nad prejšnjim temeljem v obliki črke T, sestavljenim iz podesta, stopnišča in temeljnih zidov. Ti zidovi so bili zgrajeni iz približno 24 monolitov, na njihova najnižja raven tehta približno 300 ton. Najvišji podporni zid na zahodu ima drugo vrsto monolitov, ki vsebujejo znamenitost "Trije kamne" (grško Τρίλιθον, vrsto treh kamnov, vsak dolg več kot 19 m, 4,3 m visok in 3,6 m širok, izrezan iz apnenca. Tehtajo približno 800 ton vsak. Četrti, še večji kamen se imenuje Kamen noseče ženske leži neuporabljen v bližnjem kamnolomu 800 m od mesta. Njegova teža, pogosto pretirana, je ocenjena na 1000 ton. Peti, še večji kamen, ki tehta približno 1200 ton leži v istem kamnolomu. Ta kamnolom je bil nekoliko višji od kompleksa templja, zato za premikanje kamnov ni bilo potrebno dviganje. Skozi temelj potekajo trije ogromni prehodi v velikosti železniških predorov.
V tempeljski kompleksa se vstopa skozi propileje (προπύλαιον, propýlaion) ali portik, ki so jih pričeli graditi v času Karakale, sestavljen iz širokega stopnišča, ki se dviga 6,1 m do arkade 12 stebrov, obkroženih z 2 stolpoma. Prvotno stopnišče je bilo široko 50 m. Od prvotnih dveh stolpov, ki sta v času Arabcev služila kot bastijona, so Francozi leta 1933 obnovili le severnega. Večina stebrov je bila podrtih in stopnice so bile v celoti razstavljene za uporabo v bližnjem kasnejšem obzidju, vendar je na več njihovih podstavkih ostal latinski napis, ki pravi, da je Longin, reševalec 1. partske legije, in Septimij, osvobojenec, je njihove kapitele pozlatil z bronom v zahvalo za varnost sina Septimija Severa, Antonina Karakale in cesarice Julije Domne. Pokrivala jih je streha iz cedrovine, obložen je bil z mozaiki.
Takoj za propilejami je šestkotno preddverje, do katerega se pride skozi trikratni vhod, ki ga je sredi 3. stoletja dodal cesar Filip Arabec in je označeval začetek posvečenega dela kompleksa. Osrednji šestkotnik znotraj tega dvorišče je prvotno obdajala arkada 30 granitnih stebrov. Ta osrednji šestkotnik je bil prekrit z mozaiki in odprt. Prvotna funkcija ostaja negotova. Donne ga je štel za mestni forum. V času Bizantincev je bil verjetno pokrit s kupolo in spremenjen v cerkev.
Pravokotno Veliko dvorišče na zahodu obsega približno 3 ali 4 hektarje in je vključevalo glavni oltar za žgalne daritve z mozaičnimi tlemi za lustracijo na severu in jugu, podzemno komoro in tri podzemne prehode 5,2 m široki in 9,1 m visoki, od katerih dva potekata proti vzhodu in zahodu, tretji pa ju povezuje proti severu in jugu, vsi pa imajo napise, ki nakazujejo, da so jih zasedli rimski vojaki.  Te so obdajali korintski portiki, od katerih eden ni bil nikoli dokončan. Podstavki in kapiteli stebrov so bili iz apnenca; stebri so bili monoliti iz močno poliranega rdečega egipčanskega granita, visoki 7,08 m. Šest jih še vedno stoji od prvotnih 128. Napisi potrjujejo, da so dvor nekoč krasili portreti Sabine, hčere Marka Avrelija, Septimija Severa, Gordijana in Velija Rufa, ki so jih posvetili mestni rimski kolonisti. [[Ogredje (arhitektura)|Entablatura]g je bila bogato okrašena, vendar je zdaj večinoma uničena.
Arheološka izkopavanja dokazujejo, da je na njegovem mestu stalo že prvotno feničansko svetišče. S severne, vzhodne in južne strani ga je obdajala pokrita arkada na 84 granitnih stebrih, 12 ekseder in več niš, kjer so stali kipi. V 4. stoletju je Teodozij I. na njem zgradil baziliko, ki so jo francoski arheologi odstranili in na njenem mestu odkrili ostanke dveh stolpov na sredini dvorišča. Večji vzhodnejši je služil kot opazovalni stolp, zahodnejši pa je bil oltar za žrtvovanja. Ob severni in južni stranici dvorišča sta še dva okrašena (z reliefi Meduz, Kupidov, Tritonov in Nereid) z bazenom, kjer so živali obredno umivali pred žrtvovanjem. 
Jupitrov tempelj – nekoč napačno pripisan Heliju – je ležal na zahodnem koncu Velikega dvorišča, dvignjen še za 7 m na ploščadi velikosti 47,7 m × 87,75 m, do katere je segalo široko stopnišče. Pod Bizantinci je bil znan tudi kot Trilithon zaradi treh masivnih kamnov v njegovem temelju in, če ga vzamemo skupaj s preddverjem in Velikim dvoriščem, je znan tudi kot Veliki tempelj. Jupitrov tempelj je obkrožal peristil s 54 korintskimi stebri brez kanelur: 10 spredaj in zadaj ter 19 vzdolž vsake strani. Tempelj so uničili potresi, uničen in izropan za kamen pod Teodozijem, 8 stebrov pa je bilo pod Justinijanom odpeljanih v Konstantinopel, da bi jih vključili v Hagijo Sofijo. Trije so padli v poznem 18. stoletja. Šest stebrov še vedno stoji vzdolž njegove južne strani z entablaturo. Njihovi kapiteli ostajajo skoraj popolni na južni strani, medtem ko so zimski vetrovi Beke skoraj razgalili severne stene. Arhitrav in frizni bloki tehtajo do 60 ton vsak, en kotni blok pa več kot 100 ton, vsi pa so dvignjeni na višino 19 m nad tlemi. Posamezni rimski žerjavi niso mogli dvigovati tako težkih kamnov. Morda so jih preprosto prevrnili na položaj vzdolž začasnih zemeljskih brežin iz kamnoloma ali pa so uporabili več žerjavov v kombinaciji. Prav tako so lahko po malem menjavali strani in vsakič zapolnili podpore pod njimi. Julijsko-klavdijski cesarji so po vrsti obogatili njegovo svetišče. Sredi 1. stoletja je Neron zgradil stolp-oltar nasproti templja. V zgodnjem 2. stoletju je Trajan templju dodal preddverje s portiki iz rožnatega granita, pripeljanega iz Asuana na južnem koncu Egipta.
Bakhov tempelj - nekoč napačno pripisan Jupitru - je bil morda dokončan pod Septimijem Severom v 190-ih, saj so njegovi kovanci prvi, ki ga prikazujejo poleg Jupitrovega templja. Ta je najbolje ohranjen izmed struktur svetišča, saj so ga ščitile druge ruševine. Obogaten je z nekaterimi najbolj prefinjenimi reliefi in skulpturami, ki so preživeli iz antike. Tempelj obdaja dvainštirideset stebrov – 8 vzdolž vsakega konca in 15 vzdolž vsake strani – visok skoraj 20 m. Vhod je bil ohranjen še pri Pocockeju in Woodu, vendar je sklepni kamen preklade po potresih leta 1759 zdrsnil za 1 m; v 1860-ih ali 1870-ih je bil postavljen grobo zidan steber, da bi ga podprl. Potresi leta 1759 so poškodovali tudi območje okoli znamenitega napisa orla na sofitu, ki ga je v celoti prekrival nosilni steber sklepnega kamna. Notranjost templja je razdeljena na 30 m ladjo in 11 m svetišče na ploščadi, ki je dvignjena 2 m in pred njo 13 stopnic. Zaslon med obema deloma je nekoč vseboval reliefe Neptuna, Tritona, Ariona in njegovega delfina ter druge morske figure, vendar so bili izgubljeni. Tempelj je bil uporabljen kot nekakšen donjon za srednjeveške arabske in turške utrdbe, čeprav so bile njegove vzhodne stopnice izgubljene nekje po letu 1688. Velik del portika je bil vključen v ogromen zid neposredno pred njegovimi vrati, vendar ga je julija 1870 porušil Barker na ukaz sirskega guvernerja Rašida Paše. Na streho vodita dve spiralni stopnišči v stebrih na obeh straneh vhoda.
Venerin tempelj - znan tudi kot krožni tempelj ali Nimfej - je bil dodan pod Septimijom Severom v zgodnjem 3. stoletju, vendar uničen pod Konstantinom, ki je na njegovem mestu postavil baziliko. Jessup ga je imel za "dragulj Baalbeka". Leži približno 140 m od jugovzhodnega vogala Bakhovega templja. V 19. stoletju je bil znan kot El Barbara ali Barbarat el-Atikah (Sv. Barbara), ki je bil v 18. stoletju uporabljen kot grška pravoslavna cerkev.
Jugovzhodnega vogala Bakhovega templja se drži mameluški stolp z manjšim muzejem, ki prikazuje predvsem zgodovino islamskega obdobja ter najdbe iz več rimskih nekropol.
Večji muzej se drži jugovzhodnega vogala Velikega dvorišča. Prikazuje rimsko tehniko gradnje ter Burckhardtove fotografije iz časa obiska Viljema II.
Zahodno od Bakhovega templja so najbolje ohranjeni ostanki arabske utrdbe. Skupina stebrov v njihovi bližini je verjetno tvorila del nekdanje mošeje.
Nedaleč od kompleksa je tudi Velika mošeja, poleg Andžarja edina omajadska ruševina v današnjem Libanonu. Zgrajena je bila v 7. ali 8. stoletju iz tempeljskih kamnov. 
Starodavno obzidje Heliopolisa je imelo obseg nekaj manj kot 6 km. Velik del obstoječih utrdb okoli kompleksa sega v 13. stoletje, obnovo, ki jo je izvedel mameluški sultan Qalawun po opustošenju prejšnje obrambe s strani mongolske vojske pod Kitbuqo. To vključuje veliki jugovzhodni stolp. Najzgodnejši krog utrdb sta bili dve obzidji jugozahodno od Jupitrovega in Bakhovega templja. Prvotni južni prehod z dvema majhnima stolpoma je bil zasut in nadomeščen z novim velikim stolpom, obdanim s kurtinami, verjetno pod Buri ali Zengi. Bahramšah je takratni jugozahodni stolp zamenjal s svojim leta 1213 in leta 1224 zgradil drugega na severozahodu; zahodni stolp je bil verjetno utrjen približno v istem času. Napis datira ojačitev južnega vhoda v obliki barbakana okoli leta 1240. Qalawun je prestavil dve zahodni kurtini bližje zahodnemu stolpu, ki je bil ponovno zgrajen z velikimi kamnitimi bloki. Barbakan je bil popravljen in pristopu je bilo dodanih več zavojev. Od okoli leta 1300 na utrdbah niso bile izvedene nobene spremembe razen popravil, kot je sultan Barkuk obnovil jarek v pripravah na Timurjev prihod.
Material iz ruševin je vključen v porušeno mošejo severno od središča mesta in verjetno tudi v Qubbat Duris na cesti v Damask. V 19. stoletju so »nadstrešek s školjkastim vrhom« iz ruševin uporabljali v bližini kot mihrab, podprt, da je domačinom kazal smer proti Meki za njihove dnevne molitve.

## Cerkvena zgodovina
Heliopolis (v Feniciji; ne smemo ga zamenjevati z egipčansko škofijo Heliopolis v Avgustamnici) je bila škofija pod rimsko in bizantinsko oblastjo, vendar je izginila zaradi islamske oblasti.
Leta 1701 so vzhodni katoličani (bizantinskega obreda) na novo ustanovili eparhijo Baalbek, ki je bila leta 1964 povišana v sedanjo melkitsko grškokatoliško nadškofijo Baalbek.

### Naslovna škofija
V latinskem obredu je bila starodavna škofija samo nominalno obnovljena (najkasneje leta 1876) kot naslovna nadškofija Heliopolis (latinsko) / Eliopoli (kurijska italijanščina), degradirana leta 1925 v škofovsko naslovno škofijo, povišana nazaj leta 1932, s spremenjenim imenom (da bi se izognili egipčanski zmedi) leta 1933 na (nemetropolitansko) naslovno nadškofijo Heliopolisa v Feniciji.
Naziv ni bil dodeljen od leta 1965.

## V popularni kulturi
- Poetična ilustracija Letitie Elizabeth Landon Ruševine pri Balbecu[24] je na sliki Williama Henryja Bartletta z naslovom Šest ločenih stebrov Velikega templja v Balbeku in je bila objavljena v Fisher's Drawing Room Scrap Book, 1839.[25]
- Ameen Rihani The Book of Khalid (1911), prvi angleški roman arabskega Američana, je postavljen v Baalbek.
- Dogodki romana Les fous de Baalbek iz leta 1984 (SAS, št. 74) Gérarda de Villiersa se odvijajo v Baalbeku.

## Pobratena mesta
Baalbek je pbraten z:
- Bari, Italija
- L'Aquila, Italija
- Trakija, Grčija
- Yogyakarta, Indonezija.[26]

## Galerija
- Okrogli tempelj in tempelj muz, ki se nahajata zunaj kompleksa svetišča
- Bakhov tempelj
- Ostanki propilej, vzhodni vhod na najdišče
- Kompleks Velikega dvorišča templjev
- Venerin tempelj
- Masivni stebri Jupitrovega templja
- Nemški zemljevid Male Azije in Sirije iz leta 1873 z reliefno ponazoritvijo doline Beka (El Bekaa)
- Panorama, okoli 1870, Félix Bonfils
- Baalbek leta 1910, po prihodu železnice iz Alepa
- Ruševine Baalbeka, obrnjene proti zahodu s šesterokotnega dvorišča v 19. stoletju
- "Kamen nosečce ženske" v začetku 20. stoletja, Jupitrov tempelj v ozadju

## Zunaje povezave
- UNESCO
- Mystic places Arhivirano 2015-12-07 na Wayback Machine.
- Places of Peace and Power
- Catholic Encyclopedia
- Baalbeški festival
- Teorija o predrimski zgodovini Baalbeka